# Paratubana vittifacies
Paratubana vittifacies är en insektsart som beskrevs av Victor Antoine Signoret 1855. Paratubana vittifacies ingår i släktet Paratubana och familjen dvärgstritar. Inga underarter finns listade i Catalogue of Life.